# بلصفورة
قرية بلصفورة هي إحدى القرى التابعة لمركز سوهاج بمحافظة سوهاج في جمهورية مصر العربية، من أعلامها الشيخ علي يوسف صاحب ومؤسس جريدة المؤيد.

## التاريخ
قرية بلصفورة قرية قديمة، زعم محمد رمزي في كتابه القاموس الجغرافي للبلاد المصرية أنها هي قرية «Polis Pouro» التي ذكرها إميل أميلينو في كتابه "جغرافية مصر في العصر القبطي". عُرّب الاسم في العصر الإسلامي إلى "بولسبور"، حيث وردت باسم "بلسبوره" ضمن قرى الأعمال الأخميمية في كتابي قوانين الدواوين لابن مماتي والتحفة السنية لابن الجيعان، ثم تغير الاسم مع الوقت إلى هيئته الحالية "بلصفورة" حيث وردت بهذا الاسم في تاريخ سنة 1231 هـ / 1816م.

## السكان
حسب إحصاءات سنة 2006، بلغ إجمالي السكان في بلصفورة 31920 نسمة، منهم 16503 رجل و15417 امرأة،